# Hilara apicalis
Hilara apicalis är en tvåvingeart som beskrevs av Smith 1962. Hilara apicalis ingår i släktet Hilara och familjen dansflugor. Inga underarter finns listade i Catalogue of Life.